# Senecio leucanthemifolius
Senecio leucanthemifolius là một loài thực vật có hoa trong họ Cúc, được tìm thấy ở vùng Địa Trung Hải. Loài này được Poir. miêu tả khoa học đầu tiên năm 1789.

## Tên thông thường
- tiếng Anh: Coastal Ragwort
- tiếng Ý: Senecione costiero, Senecione pigmeo
- tiếng Pháp: Séneçon à feuilles de Marguerite[2]

## Phân bố
Bản địa
Palearctic: 
Bắc Phi: Algérie, Libya, Maroc, Tunisia
Tây Á: Israel, Jordan, Liban, Syria, Thổ Nhỉ Kỳ- Anatolia
Caucasus: Armenia, Azerbaijan, Gruzia
Đông Âu: Saratov Oblast, Volgograd Oblast, Astrakhan Oblast, Rostov Oblast, Kalmykiya
Trung Âu: Hungary
Tây nam Âu: Balearic Islands, Pháp, Tây Ban Nha
Đông nam Âu: Albania, Bosnia và Herzegovina, Bulgaria, Crete, Cộng hòa Tự trị Krym, Croatia, Cộng hòa Síp, Hy Lạp, Italy, Malta, Romania, Sardinia, Serbia, Sicily, Ukraine